# 栗原美幸
栗原 美幸（くりはら みゆき、1979年7月4日 - ）は埼玉県出身の日本の柔道家。78kg級の選手。身長は160cm。得意技は払腰。

## 経歴
柔道は10歳の時に始めた。埼玉栄高校2年の時にインターハイの団体戦準決勝で湊川女子高校と対戦すると、古賀幸恵に大外刈で敗れて3位にとどまった。
高校選手権の72kg級では3位になった。
1998年にはコマツの所属となると、全日本ジュニアの78kg級で3位になった。2000年の全日本選手権では予想外の活躍で準決勝まで進むも、埼玉大学3年の古賀幸恵に内股で敗れたが3位入賞を果たした。実業個人選手権では決勝で住友海上の吉田亜沙美に敗れた。アメリカ国際の78kg級では2位だったが、無差別では優勝を飾った。全国女子体重別では3位に入った。2001年には環太平洋柔道選手権大会で優勝を飾った。実業個人選手権では決勝で会社の1年先輩となる松崎みずほに敗れた。2002年にはチェコ国際で2位となった。実業個人選手権では決勝で吉田を破って初優勝を飾った。2003年の実業個人選手権では決勝でセコムの森島直美に敗れた。2004年の実業個人選手権では3位だった。

## 主な戦績
- 1996年 - インターハイ 団体戦 3位
- 1997年 - 高校選手権 3位 72kg級
- 1997年 - ドイツジュニア国際 2位 72kg級
- 1998年 - 全日本ジュニア 3位
- 2000年 - 全日本選手権 3位
- 2000年 - 実業個人選手権 2位
- 2000年 - アメリカ国際 78kg級 2位 無差別 優勝
- 2000年 - 全国女子体重別 3位
- 2001年 - 環太平洋柔道選手権大会 優勝
- 2001年 - 実業個人選手権 2位
- 2002年 - チェコ国際 2位
- 2002年 - 実業個人選手権 優勝
- 2003年 - 実業個人選手権 2位
- 2004年 - 実業個人選手権 3位

(出典、JudoInside.com)